# Rocher de la Vierge

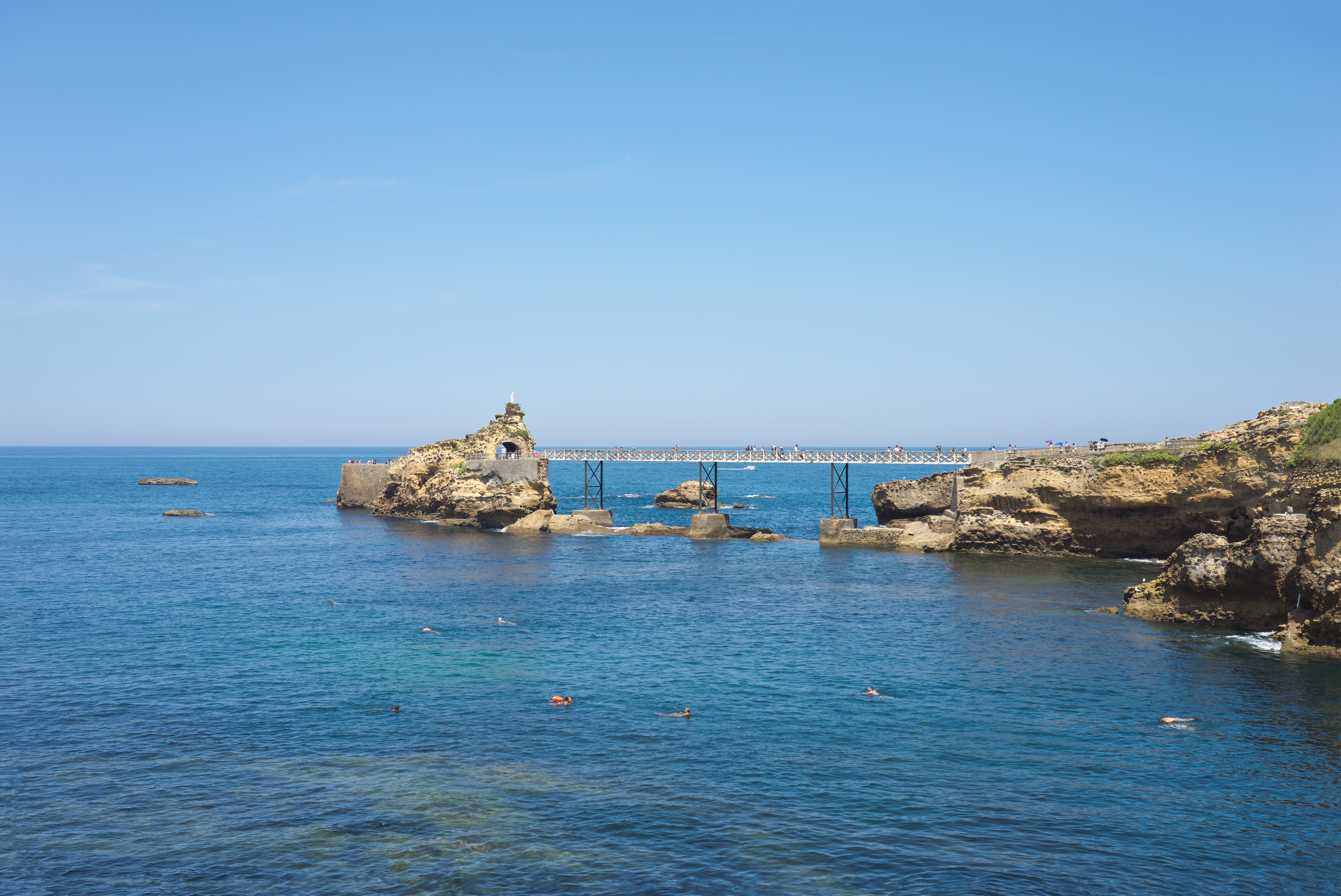
Der Rocher de la Vierge in Biarritz

Der Rocher de la Vierge (Jungfrauenfelsen)  ist ein von einer weißen Madonna mit Kind gekröntes, von Wasser umschlossenes Felsenriff an der französischen Atlantikküste und gehört zu den bekanntesten Wahrzeichen des Seebads Biarritz.

## Geschichte
Die Marienstatue wurde im Jahre 1864 auf der Spitze eines Felsvorsprungs im Meer angebracht, um an die sichere Rückkehr der örtlichen Fischer zu erinnern und um als Schutzheilige diese auch künftig zu unterstützen.
Aufgrund der besonderen Vorliebe von Kaiserin Eugénie für den malerischen vormaligen Fischerort hielt sich das französische Kaiserpaar regelmäßig in ihrem als Sommerresidenz neu erbauten Palast (heute Hôtel du Palais) in Biarritz auf. Von Napoléon III. stammte die Idee, den Jungfrauenfelsen durch eine Brücke mit dem Festland zu verbinden. Gustave Eiffel setzte diesen Plan im Jahre 1887 um und schuf eine Eisenbrücke, die über Holzbohlen begehbar ist; zusätzlich wurde der Rocher de la Vierge untertunnelt.

## Fotos

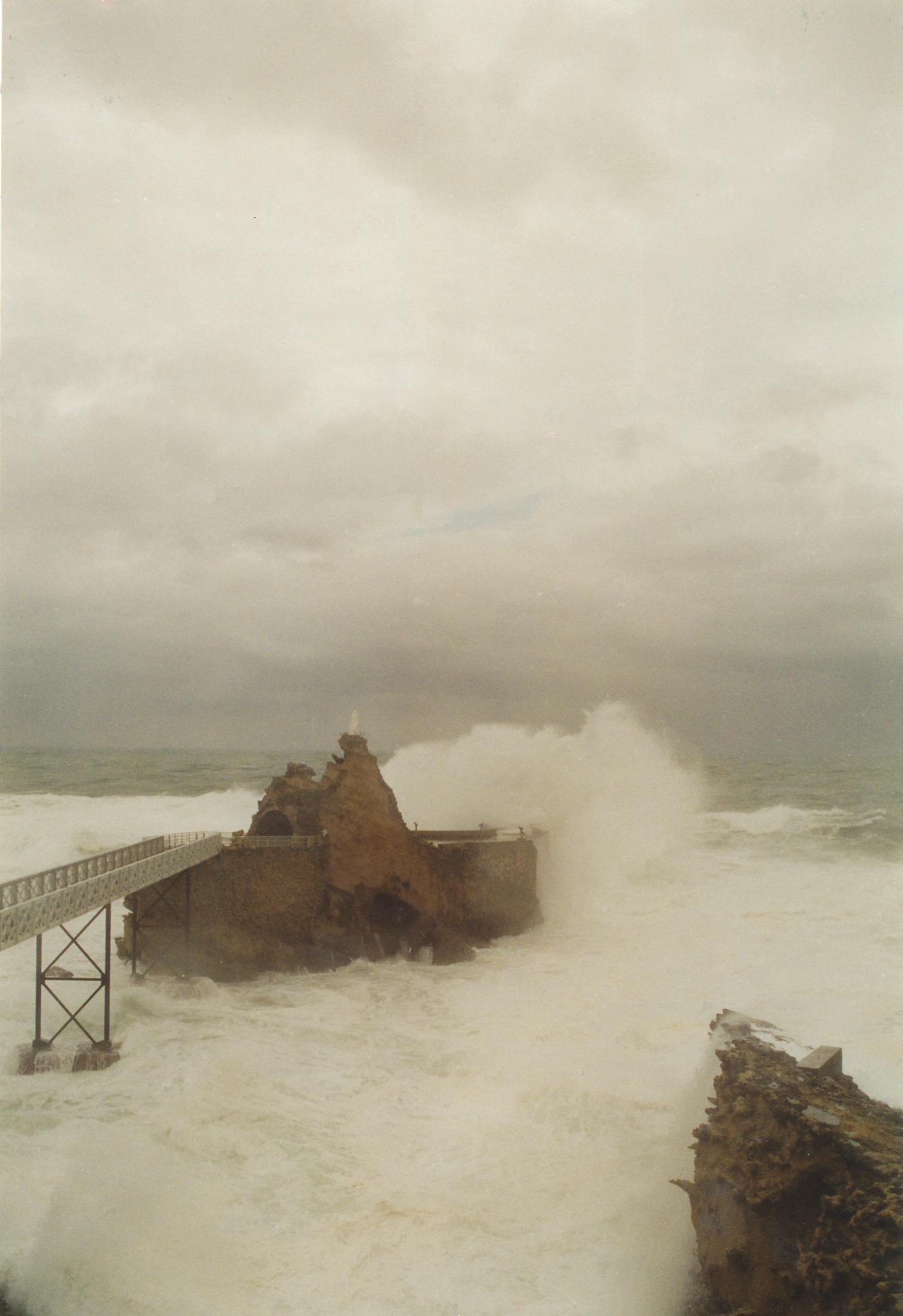
Der Jungfrauenfelsen bei schwerem Sturm
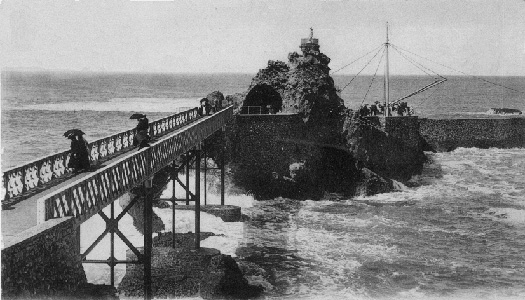
Historische Ansicht aus 1913
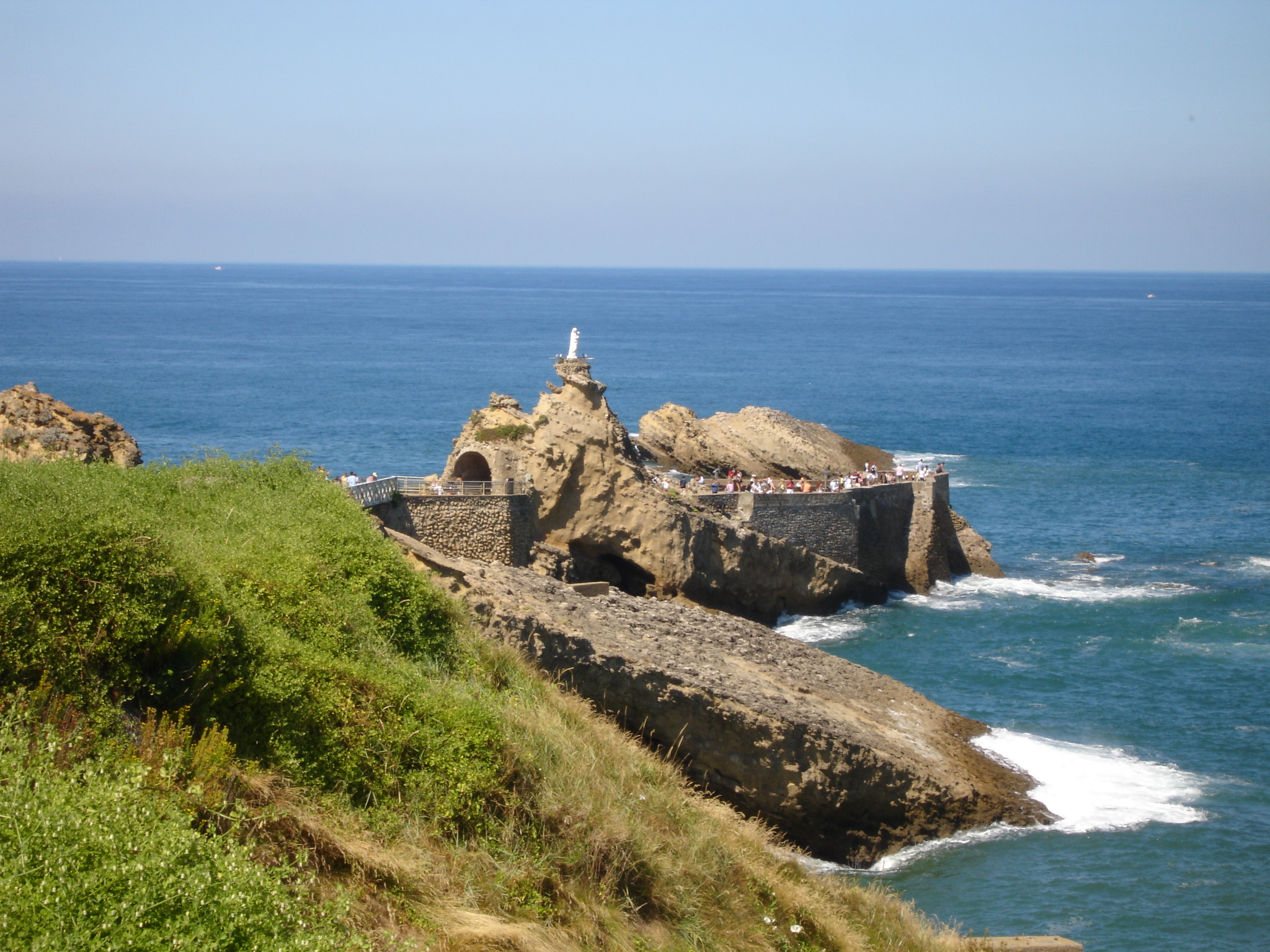
Teilansicht
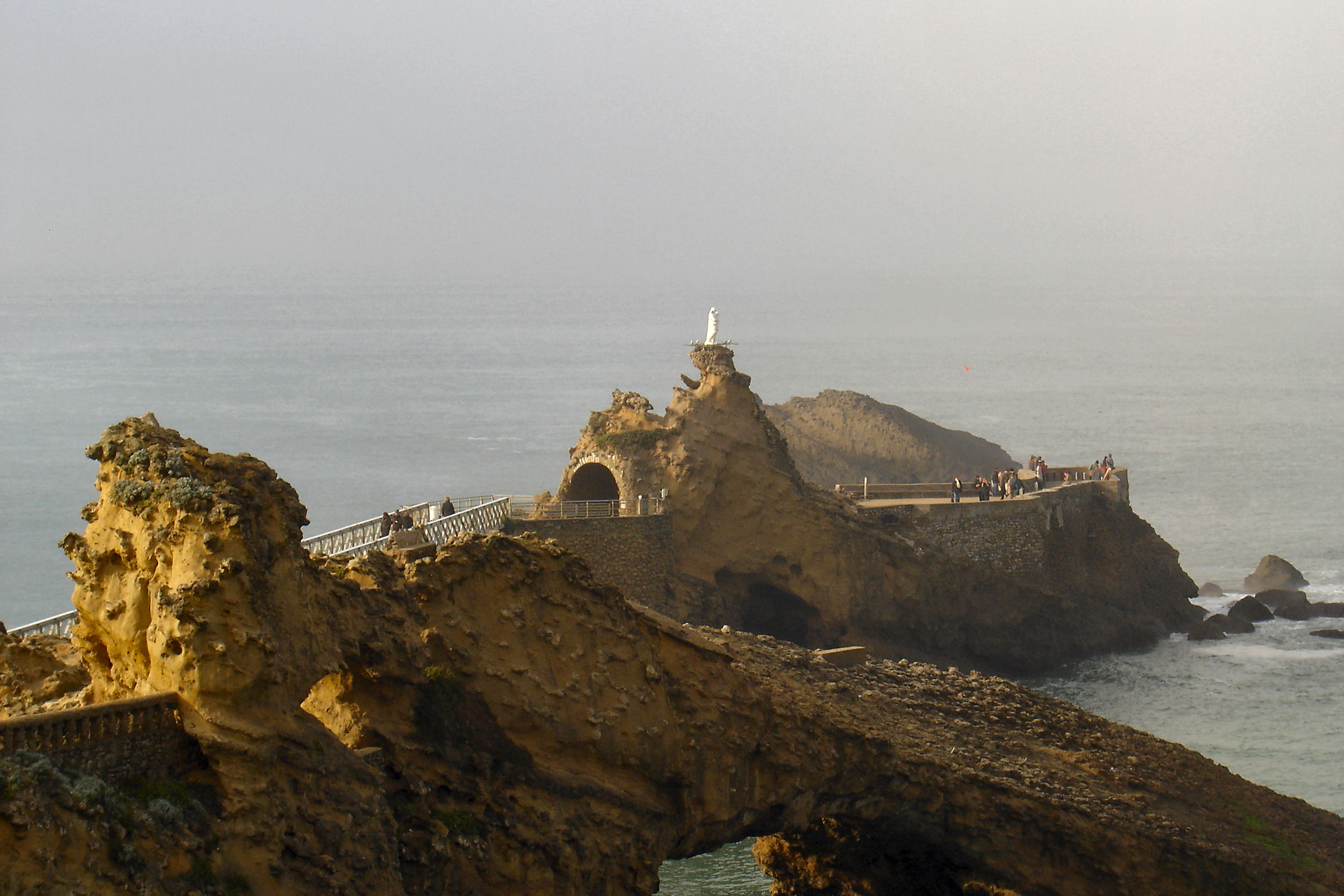
Impression